# Professional Association of Diving Instructors

El sistema d'entrenament de PADI

La Professional Association of Diving Instructors (Associació Professional d'Instructors de Submarinisme, PADI) és l'associació més gran del món dedicada al submarinisme de lleure i l'entrenament de submarinistes. Fou fundada el 1966 per John Cronin i Ralph Erickson.
Durant la realització dels cursos a nivell introductori s'enfatitza el coneixement pràctic, tèniques motores i de seguretat. També s'expliquen els fonaments de física submarina, fisiologia i química.

## Certificats de Submarinisme de lleure PADI
- PADI Skin Diver (Snorkeling)
- PADI Junior Scuba Diver
- PADI Scuba Diver
- PADI Submarinista Open Water Junior
- PADI Submarinista Open Water
- PADI Submarinista National Geographic
- PADI Submarinista Adventure
- PADI Submarinista Open Water Avançat
- PADI Submarinista de rescat
- PADI Cursos d'especialitat
- PADI Master Scuba Diver

## Cursos d'especialitat PADI
PADI proporciona un elevat nombre de cursos d'especialitat, tals com:
- PADI Submarinisme en alçada
- PADI Submarinisme en coves
- PADI Submarinisme de profunditat
- PADI Submarinisme en vehicle de propulsió
- PADI Submarinisme en tratje sec
- PADI Submarinisme nitrox
- PADI Submarinisme en superfícies gelades
- PADI Submarinisme de nit
- PADI Conservació de la Barrera de Coral
- PADI Identificació de peixos
- PADI Realització de Fotografia aquàtica
- PADI Realització de vídeo aquàtic
- PADI Submarinisme en vaixells enfonsats